# アートマネージメント
アートマネージメント（英: art management）とは、美術、音楽や演劇などの芸術活動を支援する際の方法論である。芸術活動を支援する際に適切に展示方法や広報などを統一的にマネージメントすることで、より多くの人に対してより質の高い芸術に触れる機会を提供することを目的とする。芸術の支援においては、以前は公的機関や企業を中心をした活動が多かったが、近年では個人での活動も見られ、それに伴いアートマネージメントの手法も多様化している。
特に、公的機関や企業でない団体や個人が芸術活動を支援している例として、『踊りにいくぜ!!』というコンテンポラリーダンスを主軸にした活動や、個人で美術作品に対する公募展を行った例としてアートの産道が挙げられる。